# 馬特·基特
馬特·基特（英語：Matt Giteau；1982年9月29日—）是一位澳大利亞橄欖球運動員。他是澳大利亞國家橄欖球隊的一員，代表澳大利亞參加了2015年世界盃橄欖球賽。